# Zorsines
Zorsines fue un rey del siglo I de los siracenos (rex Siracorum) mencionados en los Anales del Imperio Romano de Tácito (XII.15-19) alrededor del año 50 d. C., un pueblo que, según él, residía en algún lugar entre las montañas del Cáucaso y el río Don Tenía su capital en Uspe.

## Biografía
Luchó en el Bósforo bajo Mitrídates III, el antiguo rey del reino del Bósforo, contra los dandaridae. Su aliado, Mitrídates, más tarde se volvió contra él y luchó contra los romanos en el 47/48 d. C. que lo habían puesto en el trono a principios del año 41. Mitrídates eludió a los romanos y logró recuperar su reino. Los aorsos bajo el mando del príncipe Eunones, fueron enviados por Gayo Julio Aquila y Cotys tras Mitrídates y sus tierras, y más tarde se enfrentaron con Zorsines, sitiando Uspe. en el 49 d. C. La ciudad ofreció diez mil esclavos por su capitulación pero el asalto continuó pues los romanos declinaron la oferta. Zorsines finalmente decidió dejar a Mitrídates gobernar sus tierras paternas, después de entregar rehenes a los romanos y así hacer las paces. Reconoció la superioridad romana ante la imagen del emperador Claudio.